# Montsauche-les-Settons
Montsauche-les-Settons este o comună în departamentul Nièvre din centrul Franței. În 2009 avea o populație de 534 de locuitori.

## Evoluția populației
| An        | 1975 | 1982 | 1990 | 1999 | 2006 | 2009 |
| --------- | ---- | ---- | ---- | ---- | ---- | ---- |
| Populație | 849  | 746  | 714  | 610  | 559  | 534  |